# 外人球団
『外人球団』（がいじんきゅうだん、朝: 이장호의 외인구단、英: Lee Jang-ho's Baseball Team）は、1986年の韓国の映画。イ・ヒョンセによる野球漫画『恐怖の外人球団』を原作としている。監督はイ・チャンホ、チェ・ジェソンやイ・ボヒらが出演する。
日本では、1987年に『アウトサイダー野球団』の題でテレビ放送された後、1988年に劇場初公開された。ソフト発売時の題は『恐怖の外人球団』。
題名の「外人」は「外国人」ではなく、「よそ者=アウトサイダー」または「人から外れた者=アウトロー」の意味である。

## 物語
ヘソンとドンタクはオムジという女性を巡って高校時代から対立関係にあり、プロ野球選手になってもその関係は継続していた。
ドンタクが「タイガース」で活躍する一方、ヘソンはけがで球団を去り、オムジの支援を受ける。その後、ヘソンは5人のならず者とともに「タイガース」の元監督ソンの元で特訓を受けた後、弱小球団「カウボーイズ」に入団する。そこで連勝を果たし、コリアン・シリーズで「タイガース」との戦いを控えていた矢先、オムジがドンタクと結婚していたことを知らされる。

## キャスト
| 役名             | 俳優               | 日本語吹替 |
| ---------------- | ------------------ | ---------- |
| ヘソン           | チェ・ジェソン     | 池田秀一   |
| オムジ           | イ・ボヒ           | 岡本麻弥   |
| ドンタク         | メン・サンフン     | 石丸博也   |
| ソン             | アン・ソンギ       | 筈見純     |
| トーサン         | イ・ジンヨン       | 郷里大輔   |
| ギョント         | クォン・スンチョル | 吉村よう   |
| サング           | チョ・サング       | 山野史人   |
| ククサン         | クォン・ヨンウン   | 千葉繁     |
| ガン             | ナ・ハニル         | 秋元羊介   |
| ヘソンの父       | シン・チュンシク   | 沢りつお   |
| ホン             | イ・ウニョン       | 小宮和枝   |
| カウボーイズ会長 | パク・アム         | 加藤正之   |
| タイガース社長   | ムン・テソン       | 稲葉実     |
| チェ監督         | シン・チャニル     | 田原アルノ |
| オムジの母       | パク・チョンジャ   | 巴菁子     |
| ドヒョプ         | イム・ドワン       | 目黒裕一   |
| ヒョンジ         | キム・ソネ         | 水谷優子   |
| 幼いオムジ       | アン・ヨノン       | 小宮和枝   |

※日本語吹替：テレビ朝日版・初回放送1987年12月5日『ウィークエンドシアター』

## スタッフ
- 監督：イ・チャンホ
- 原作：イ・ヒョンセ
- 脚本：チ・サンハク
- 撮影：パク・スンベ
- 音楽：チョン・ソンジュ

日本語版
- 演出：清水勝則
- 翻訳：青木健介
- 台本：たかしまちせこ
- 調整：兼子芳博（新坂録音）
- 送出：河合直
- 効果：南部満治、大橋勝次
- プロデューサー：猪谷敬二
- 制作：ザック・プロモーション[4]